# アドリアン＝マリ・ルジャンドル
アドリアン＝マリ・ルジャンドル（仏: Adrien-Marie Legendre、1752年9月18日 - 1833年1月10日）は、フランスのパリ出身の数学者。統計学、数論、代数学、解析学で様々な功績を残した。中でも整数論や楕円積分に大きく貢献したとして名高い。

## 生涯
1752年9月18日、パリかトゥールーズで生まれた。マザラン学校にて学んでいるが、この頃から既に数学に秀でていた。また、ルジャンドルが数学に関する影響を受けた人物であるマザラン学校の神父であり、数学を教えていたJoseph François Marie（1738年 - 1801年）は自身の著書にルジャンドルの業績を紹介した。この著書が後に同国の哲学者、物理学者、数学者であるジャン・ル・ロン・ダランベールに認められ、パリ陸軍学校の教授となった。
1780年、ベルリン・アカデミーが「媒質に対抗して運動している物体の軌道」と言う弾道論の問題を出題し、ルジャンドルはこれを解くためにパリ陸軍学校の教授を辞職。2年かけて解答の論文をまとめ、ベルリン・アカデミーからアカデミー賞を授与された。
1783年、アカデミー・デ・シアンスの会員となる。
1787年、パリ天文台、グリニッジ天文台の測地に貢献し、1789年、王立協会フェローになる。
フランス革命が起きた後、1789年7月14日にフランス革命政府に好意を寄せていたものの、邪で生臭い政策に協力することができず、パリの裏町に逃避した。
裏町に逃避していたため、ルジャンドルは公職に就いていなかったが様々な研究が認められてパリ科学アカデミーの会員に選ばれ、1794年にエコール・ポリテクニークの卒業試験の委員にもなった。
1798年の著書『数の理論に関する試作（Essai sur la Théorie des Nombres）』は、ドイツの天文学者、数学者、物理学者であるカール・フリードリヒ・ガウスの1801年の著書『整数論（Disquisitiones Arithmeticae）』の登場により、影に埋もれることとなった。
1815年に退職して3000フランの年金を貰ったが、政府により年金を没収されることとなる。
1825年から1830年頃にかけて著された『楕円関数論（Traité des Fonctions Elliptiques）』は名著とされているが、同分野は後世の19世紀になりノルウェーの数学者であるニールス・アーベル、ドイツの数学者であるカール・グスタフ・ヤコブ・ヤコビによって発展していったため、ルジャンドルの業績は余り目立たないものとなった。
1833年1月10日、パリで亡くなる。

## 業績
ルジャンドルの研究は多くの数学者に受け継がれ、さまざまな理論が生み出された。例えば、アーベルの楕円関数論の研究や、ガウスによる最小二乗法や数論の研究などは、ルジャンドルの仕事が元となっている。
たとえば、ルジャンドルの平方剰余記号がある。これはaがpを法とするとき、平方剰余であれば、(a/p)=1とするのであり、対する平方非剰余ならば(a/p)=-1とする。これがルジャンドルの業績である。ここにオイラーの基準を導入すれば、相異なる二つの奇素数に対して、平方剰余の相互法則をもつ式が完成する。たしかに、数論では、オイラーによって予想された平方剰余の相互法則の証明を試みたが、当時は証明されていなかった算術級数定理を使ったため、ルジャンドル自身の論文は不完全な証明となった。平方剰余の相互法則は1801年にガウスによって『整数論』で最初の証明が発表され、算術級数定理は1837年にディリクレによって証明される。1796年に素数定理を予想し、1798年に出版した著書『数の理論に関する試作』で発表している。素数定理は1898年にジャック・アダマールとド・ラ・ヴァレ・プーサンによって独立に証明される。
1825年9月にフェルマーの最終定理の n = 5 の場合の証明を完成させた。この証明は1825年6月のディリクレの証明の残された部分を補完するものだったので、ディリクレとルジャンドルの論文は独立に証明されたものではなく、二人で協力したものでもなかった。

ルジャンドルは、楕円積分の分類など、楕円関数論に関連する研究も多く行っているが、ヤコビやアーベル、ガウスの到達した逆関数の重要性にまでは気づいていない。
解析力学では、ラグランジアンからハミルトニアンを導く時に用いるルジャンドル変換に、その足跡を残している。

## ルジャンドルの肖像画

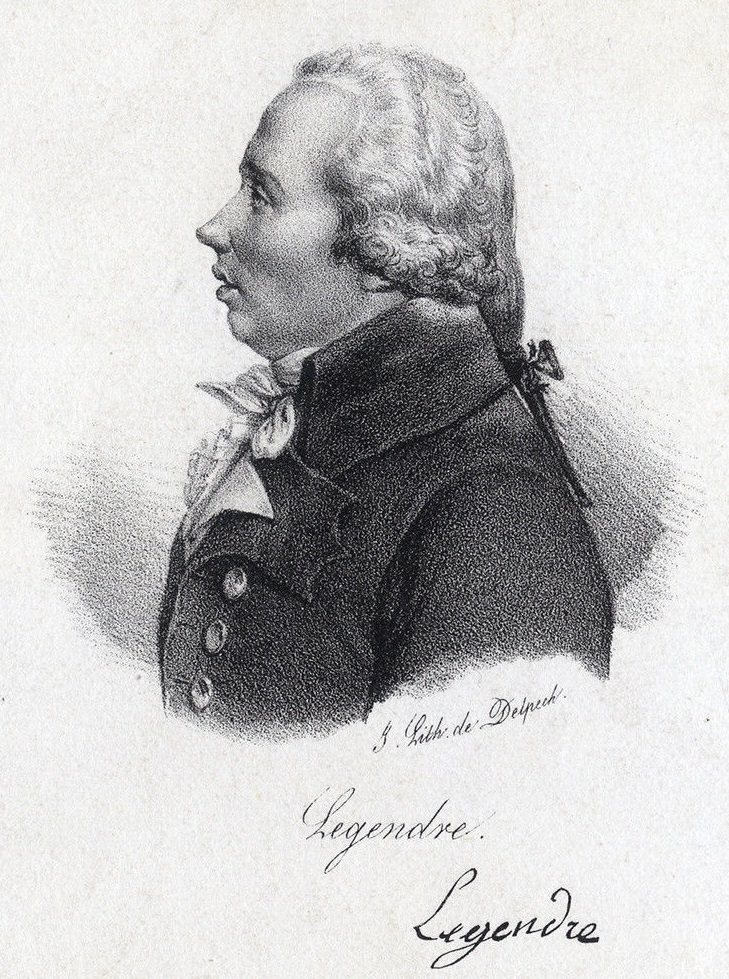
これは長らく数学者アドリアン＝マリ・ルジャンドルの肖像画とされていたが、フランスの政治家であるルイ・ルジャンドルの肖像画である。

2005年までに凡そ2世紀もの間、ルジャンドルの肖像画はフランスの政治家であるルイ・ルジャンドルの肖像画と間違われていた。
単純にルイ・ルジャンドルの肖像画に"ルジャンドル"と書かれてあったものを政治家のルジャンドルではなく数学者のルジャンドルであると判断してしまったのが誤りの原因とされている。
2005年に間違いが明るみに出たあと、肖像画の捜索が懸命に行われた。そしてたった1枚だけフーリエとともに描かれていた水彩画が当時のパリ学士院のメンバー73人を描いた肖像画集（1820）の中に見つかった。

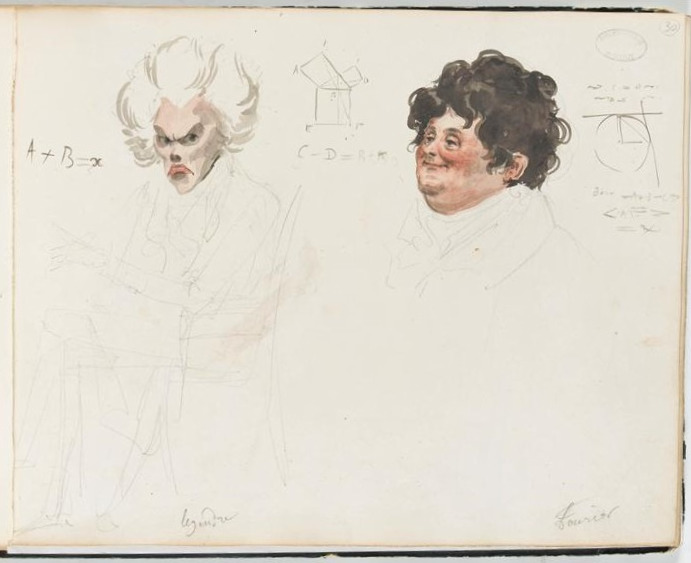
ルジャンドルとフーリエが描かれた水彩画

## 著作
- 李珍大(リゼンド)『幾何学通書』 巻之1、大村邦英訳、浜田法尊、1879年9月。
- A.M.ルジャンドル『数の理論』高瀬正仁訳、海鳴社、2007年12月。ISBN 978-4-87525-245-0。